# Notiosterrha aglaodesma
Notiosterrha aglaodesma là một loài bướm đêm trong họ Geometridae.